# Alice Voinescu
Alice Voinescu (Turnu-Severin, 10 de fevereiro de 1885 – Bucareste, 4 de junho de 1961) foi uma escritora, ensaísta, professora universitária, crítica de teatro e tradutora romena.
Em 1913, foi a primeira mulher romena a se tornar Doutora em Filosofia, feito este realizado na Universidade Paris-Sorbonne na capital da França. Em 1922, tornou-se professora de história teatral na que viria a trabalhar na Academia Real de Música e Artes Dramáticas de Bucareste, onde deu aulas por mais de duas décadas. Em 1948, foi afastada do seu departamento e passou um ano e sete meses nas prisões de Jilava e Ghencea. Após a sua detenção, foi mantida em prisão domiciliária na aldeia de Costești, perto de Târgu Frumos, até 1954. Postumamente, seu diário cobrindo o período entre guerras e comunista da história da Romênia foi descoberto e publicado em 1997.

## Primeiros anos
Alice Steriadi nasceu em 10 de fevereiro de 1885 em Turnu-Severin, Reino da Romênia. Filha de Massinca (nascida Poenaru) e Sterie Steriadi, ela era uma das três filhas, nascida em uma família de classe média alta, chefiada por seu pai, um advogado formado em Paris. A família de sua mãe era descendente de Petrache Poenaru, o famoso reformador educacional, e o casal proporcionou uma educação da Europa Ocidental para suas filhas. Aos cinco anos de idade, Steriadi já sabia ler romeno e alemão e aos seis já estudava francês. Ela estudou no Liceu de Turnu-Severin antes de ingressar na Universidade de Bucareste.
Depois de se formar em 1908 na Faculdade de Letras e Filosofia de Bucareste, Steriadi fez uma viagem acadêmica pela Europa, estudando primeiro na Universidade de Leipzig, com Theodor Lipps e Johannes Volkelt, na qual ambos apresentaram a obra de Hermann Cohen sobre Immanuel Kant. Em seguida foi para Munique e em 1910 chegou a Paris para estudar na Sorbonne. Durante a primavera de 1911, Steriadi foi para Marburg, na Alemanha, onde assistiu aulas ministradas na Universidade de Marburg com Cohen. Ela continuou seus estudos em Paris, na Universidade Sorbonne, estudando com Lucien Lévy-Bruhl, obtendo um doutorado magna cum laude em filosofia em 1913, com a defesa bem-sucedida de sua tese, "A Interpretação da Doutrina de Kant pela Escola de Marburg: Um Estudo de Crítica sobre o Idealismo" (em francês: L'Interprétation de la doctrine de Kant par I'École de Marburg: Étude sur I'déalisme critique).
Steriadi foi a primeira mulher romena a obter um doutorado em filosofia e recebeu ofertas para continuar seus estudos nos Estados Unidos ou permanecer em Paris para se tornar professora. Em vez disso, regressou à Romênia em 1915 e casou-se com o advogado Stelian Voinescu. O casamento se tornaria uma união infeliz. Ela se juntou à Associação Cristã de Mulheres (em romeno:  Asociația Creștină a Femeilor (ACF), que foi fundada em 1919 pela Rainha Maria da Romênia para fornecer uma variedade de programas filantrópicos no período entre guerras. A organização tinha como objetivo fornecer às mulheres romenas de classe alta e média formas de fornecer orientação moral e de caridade, adotando a caracterização ortodoxa das mulheres, como mães empáticas, capazes de moldar o tecido social da sociedade através do seu amor e devoção.

## Carreira

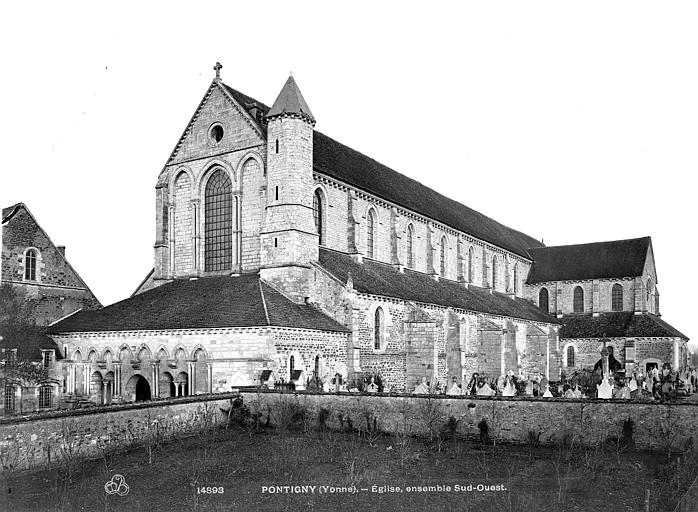
Abadia de Pontigny, na França, local onde Voinescu participou de conferências

Como naquela época não havia oportunidade para uma mulher dar aulas na Universidade de Bucareste, em 1922, Voinescu ingressou no corpo docente do Conservatório de Música e Arte Dramática, rebatizado como Conservatório Real em 1931. Ela lecionou estética, teoria e história do teatro. Ela começou a transmitir programas educacionais no rádio em 1924. Entre 1928 e 1939, Voinescu viajou anualmente para França para participar em conferências organizadas por Paul Desjardins na Abadia de Pontigny. Os encontros reuniram intelectuais internacionais para avaliar o futuro da Europa após a Primeira Guerra Mundial. Entre aqueles que conheceu estavam Charles du Bos, Roger Martin du Gard, André Gide, Paul Langevin, André Malraux, François Mauriac e Jacques Rivière. Numa dessas reuniões, em 1929, du Gard questionou por que ela não mantinha um diário. A partir desse momento, Voinescu tornou-se diarista, mantendo um registro cuidadoso das personalidades e eventos que encontrava no dia a dia, embora muitas vezes com longos intervalos entre as entradas.
Entre 1932 e 1942, ela fez uma série de apresentações de rádio avaliando o lugar das mulheres na sociedade romena. Alguns dos tópicos incluíam "Direções na Educação das Mulheres", "A Psicologia das Mulheres Trabalhadoras na Atualidade", "A Psicologia da Juventude na Atualidade", que considerava se o intelecto e a feminilidade estavam em desacordo. Voinescu acreditava que a educação melhorava a capacidade das mulheres de serem agentes de empatia e cuidadoras morais da sociedade. Ela era ambivalente em relação aos grupos de mulheres baseados num modelo ocidental e lutava pela emancipação das mulheres, porque sentia que eles não abordavam a realidade romena. Nos seus discursos na rádio, ela alertou que a eliminação das diferenças de género resultaria na limitação das mulheres por uma visão masculina da identidade.
Voinescu começou a publicar obras como Montaigne, omul și opera (Montaigne, vida e obra, 1936); Aspecte din teatrul contemporan (Aspectos do teatro contemporâneo, 1941); e Ésquilo (Ésquilo, 1946). Ela também contribuiu para a Istoria filosofiei moderne (História da Filosofia Moderna, 1936) com trabalhos avaliando o ceticismo francês e o neokantianismo. Contribuiu para a revista Ideea europeană e publicou a coluna de teatro da Revista Fundațiilor Regale. Durante esse mesmo período, ela também começou a dar aulas na Escola de Serviço Social, o que inspirou uma brochura Contribution dans la Psychologie dans l'Assistance Sociale en Roumanie (Contribuições para a psicologia do serviço social na Romênia, 1938), também como escrever críticas de teatro. Enquanto continuava a lecionar no Conservatório Real, também lecionou no Instituto Francês e na Universidade Livre de Bucareste. Entre 1939 e 1940, Voinescu preparou uma publicação sobre quatro dramaturgos discutindo as obras de Paul Claudel, Luigi Pirandello, George Bernard Shaw, e Frank Wedekind. Ela também escreveu uma condenação daqueles que assassinaram Nicolae Iorga. Seu marido morreu em 1940 e, após sua morte, seus diários relacionaram-no intimamente como um confidente, o que ela não havia experimentado durante sua vida devido às suas inúmeras infidelidades.
Em 1948, com a Romênia sob regime comunista, Voinescu foi aposentada à força e para reviver o estresse, começou a trabalhar em Scrisori către fiul și fiica mea (Cartas ao meu filho e à minha filha), uma obra de ficção dirigida às crianças que o sem filhos Voinescu nunca teve. A obra só seria publicada depois de sua morte. Em 1951, foi acusada de ser monarquista e de esconder o seu apoio ao rei Miguel I após a sua abdicação forçada. Presa após participar de conferências de resistência intelectual realizadas por Petru Manoliu na Universidade Livre, Voinescu foi detida durante um ano no campo de Ghencea antes de ser enviada para a prisão. Ela passou dezenove meses na cadeia e depois foi mantida em prisão domiciliar em uma pequena vila de Costești, no condado de Iași, na parte norte do país, por mais um ano. A aldeia era muito isolada, sendo impossível chegar a não ser a cavalo durante as chuvas de primavera e outono, e com estradas completamente intransitáveis no inverno devido às nevascas. Voinescu foi até proibida de frequentar a igreja para limitar seu contato com as pessoas. Amigos, como Petru Groza, Mihail Jora e Tudor Vianu, interviram junto às autoridades para garantir sua libertação com uma pequena pensão.
Voinescu voltou para casa em 1954 e trabalhou como tradutora literária de obras como Michael Kohlhaas, de Heinrich von Kleist, e contos de Thomas Mann. O trabalho a mantinha ocupada e provavelmente não teria as mesmas repercussões políticas que a criação de suas próprias obras. Em 1960 e 1961, ela trabalhou em Întâlnire cu eroi din literatură și teatru (Encontros com heróis na literatura e no drama, 1983) e ocasionalmente era solicitada a fazer traduções para colegas.

## Morte e legado

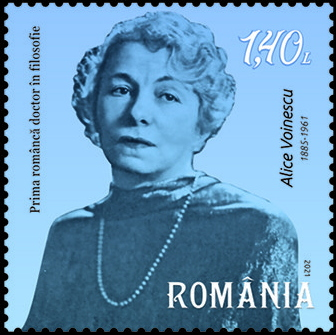
Voinescu em um selo de 2021 da Romênia

Voinescu morreu na noite de 3 para 4 de junho de 1961. Ela está enterrada no Cemitério Bellu, em Bucareste, na Romênia.
Em 1983, a Editora Eminescu lançou Tragic Heroes, editado por Valeriu Râpeanu  e depois em 1994 foi publicada Letters to My Son and Daughter. Em 1997, Maria Ana Murnu fez coautoria com Editura Albatros e publicou The Journal, os diários redescobertos de Voinescu, que foi relançado em 2013 pela Biblioteca Polirom. The Journal incluía notas sobre personalidades culturais dos períodos entre guerras e pós-guerra; as suas relações com outras pessoas, particularmente as suas interações com os aldeões durante o seu confinamento; e suas reflexões sobre questões históricas e sociais durante o tempo que foram obscurecidas pela agenda política. Ela explorou abertamente as suas experiências, como a sua aversão ao antissemitismo e à propaganda que justificava os confiscos governamentais e a nacionalização de propriedades dos judeus romenos, ao mesmo tempo que ponderava se seria capaz de obter uma dessas casas para aliviar as dificuldades financeiras em que se encontrava. a morte do marido a havia abandonado. Ela lamentou a perseguição do povo cigano e as suas frustrações com a vulnerabilidade que as mulheres enfrentavam devido às restrições sociais. Scrisori din Costești (Cartas de Costești), escrita durante sua prisão domiciliar, foi publicada em 2001.